# Stanisław ze Szczepanowa
Stanisław ze Szczepanowa, znany także jako Stanisław Szczepanowski (ur. ok. 1035–1040 w Szczepanowie, zm. 11 kwietnia 1079 w Krakowie) – polski duchowny, prezbiter, biskup krakowski, męczennik, święty Kościoła katolickiego oraz jeden z głównych patronów Polski.

## Życiorys
Głównymi źródłami biograficznymi, które obrazują życie i działalność biskupa są: Żywot św. Stanisława i Legenda św. Stanisława, autorstwa Wincentego z Kielczy, a także Kroniki Galla Anonima.

### Młodość

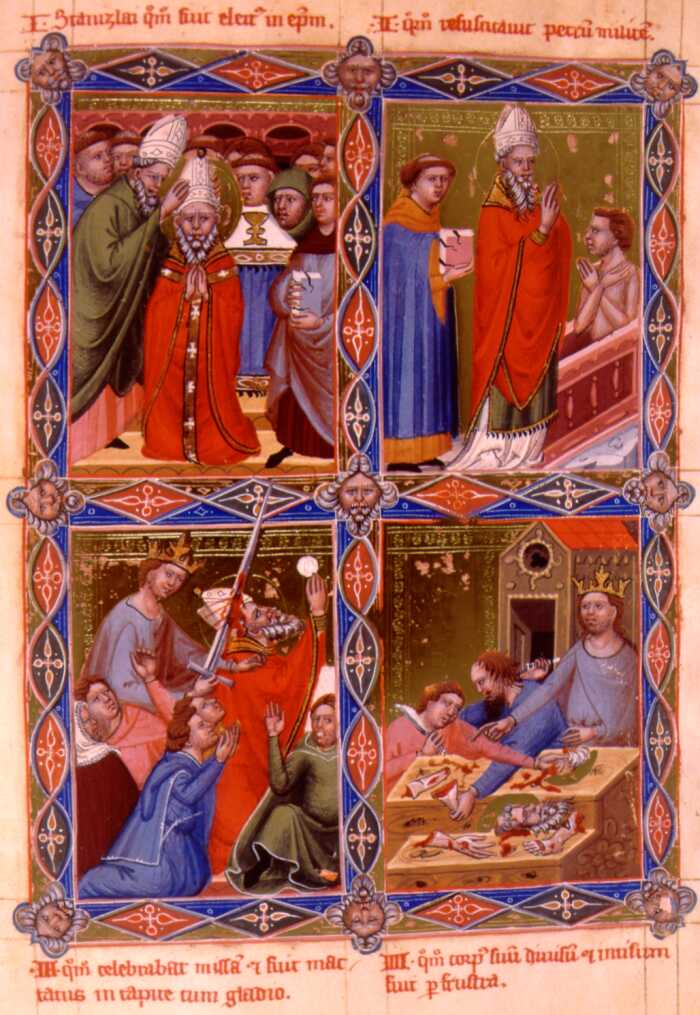
Cztery sceny z życia św. Stanisława (od góry): mianowanie na biskupa, Wskrzeszenie Piotrowina, zamordowanie przez króla oraz ćwiartowanie ciała

Stanisław urodził się około 1035–1040 roku w Szczepanowie. Data dzienna nie jest znana, lecz według tradycji było to 26 lipca. Zdaniem Jana Długosza, jego rodzicami byli Wiesław i Bogna. Miał pochodzić z rodu Turzyna bądź Turzynów, a jego ojciec był rycerzem w służbie księcia. Stanisław młodość spędził w gospodarstwie rodziców, w którym głównie zajmowano się hodowlą. W wieku nastoletnim został wysłany do szkoły, aby nauczyć się czytać i pisać, co ówcześnie nie było powszechne.  Najprawdopodobniej miało to miejsce w szkole katedralnej w Krakowie, pod okiem biskupa Arona. Następnie Stanisław udał się na studia za granicę – do Francji albo do Leodium.
Po 1059 roku Stanisław został kanonikiem kapituły katedralnej w Krakowie, przy biskupie Lambercie i przyjął święcenia kapłańskie. Po śmierci biskupa, za zgodą księcia Bolesława Szczodrego, został w 1072 wyświęcony na nowego ordynariusza diecezji krakowskiej. W czasie swojej posługi, wdrażał reformy życia kościelnego zarządzone przez Grzegorza VII. Współpracował także z księciem Bolesławem przy budowie nowej katedry wawelskiej. Włączał się w działalność charytatywną na rzecz ubogich, wdów i sierot oraz rekrutację nowych duchownych i przygotowanie ich do kapłaństwa.
Gdy Bolesław Szczodry rozpoczął starania o koronę królewską, Stanisław przełożył jego petycję na łacinę, podpisał i wysłał do papieża. Grzegorz VII wyraził na to zgodę i koronacja księcia odbyła się w Boże Narodzenie 1076 roku. Dzięki tym staraniom Stanisławowi udało się uzyskać od króla między innymi powołanie nowego biskupa gnieźnieńskiego – Bogumiła z Dobrowa.

### Konflikt z królem

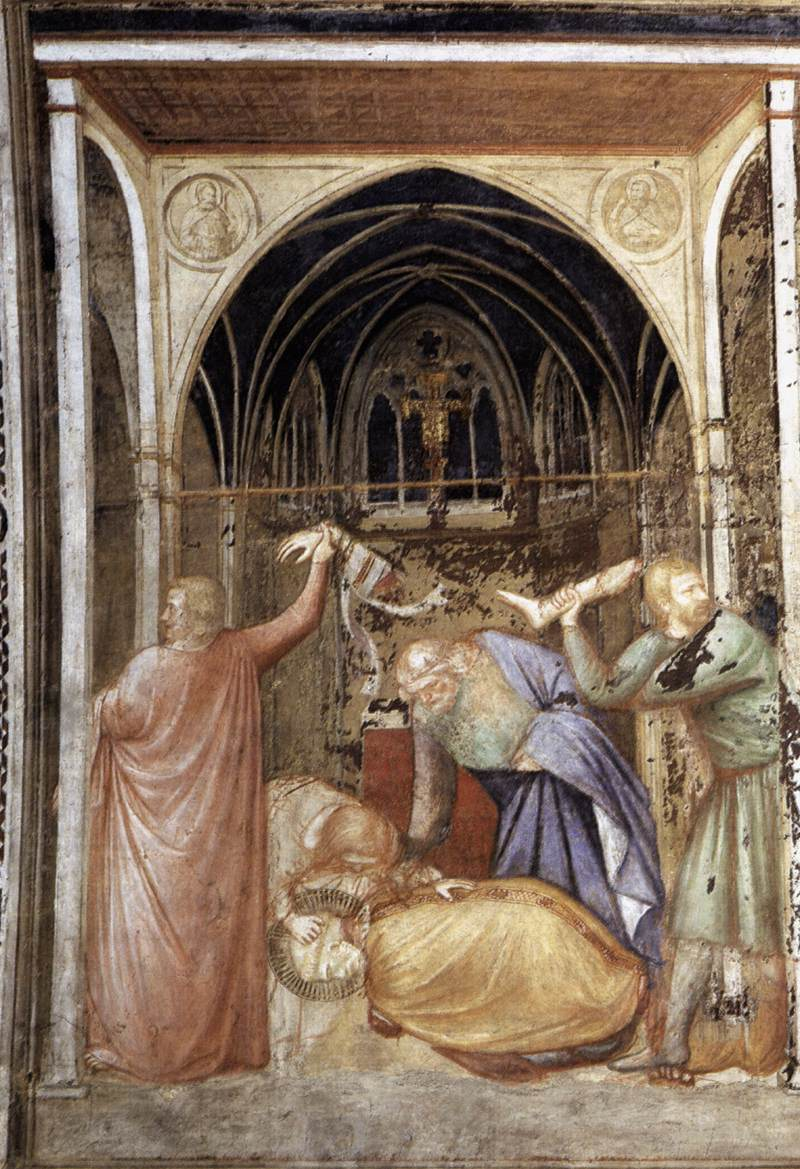
Męczeństwo św. Stanisława na freskach Puccio Capanny w dolnej bazylice w Asyżu, ok. 1330 rok

Relacja Galla Anonima piszącego swą Kronikę trzydzieści kilka lat później pozostaje do dziś jedynym ówczesnym źródłem pisanym. Według niej, w wyniku konfliktu z Bolesławem Szczodrym, Stanisław został skazany na obcięcie członków: za bunt [Bolesław] skazał biskupa na obcięcie członków. Ani więc biskupa-buntownika nie uniewinniamy, ani króla mszczącego się tak szpetnie nie zalecamy.
Pierwsze niepokoje społeczne w Polsce rozpoczęły się, gdy król wyruszył na Ruś Kijowską, by pomóc odzyskać tron Izjasławowi I. Wyprawa się przedłużała, a majątki rycerskie w kraju zaczęły być przejmowane przez uzurpatorów. Spowodowało to dezercję rycerzy i powrót do Polski, co spotęgowało plotki o klęsce Bolesława. Wkrótce po śmierci Izjasława, do Polski wrócił także król Bolesław i rozpoczął mścić się na rycerzach, którzy go opuścili, a także na ich żonach, które nie dochowały wierności. Według relacji Wincentego Kadłubka, Bolesław miał nakazać tortury poprzez przystawianie szczeniąt do piersi kobiet. Stanisław postanowił zagrozić klątwą królowi, a według Wincentego z Kielczy rzeczywiście ją nałożył.
Gall Anonim twierdził, że Bolesław potraktował to jako zdradę i przestępstwo przeciwko władzy. Sugerował także, że odbył się sąd, który zakończył się skazaniem biskupa na śmierć. Tezę tę należy odrzucić, gdyż władza sądownicza leżała w rękach króla i to on był najwyższym sędzią i wydawał wyroki. Hipoteza o obcięciu członków, również jest wątpliwa, gdyż ekspertyza badania czaszki Stanisława potwierdza, że zginął on od uderzeń tępym narzędziem w tył głowy. Kadłubek relacjonuje, że porwanie biskupa miało nastąpić podczas sprawowanej przez niego mszy świętej, a po jego śmierci, zwłoki miałby być maltretowane i wystawione na widok publiczny. Teza ta jednak nie ma potwierdzenia. Stanisław zmarł 11 kwietnia 1079 roku w krakowskim kościele na Skałce.

## Ocena
Historiografia tematu jest bardzo rozwinięta. Tadeusz Wojciechowski w swojej pracy Szkice historyczne jedenastego wieku z 1904 wysuwa tezę, iż św. Stanisław został skazany za zdradę narodu. Twierdzenie to opiera się na Kronice Galla Anonima, gdzie sam autor nazywa go traditor episcopus – „biskup zdrajca”. Słowo traditor jest wieloznaczne, a sam Gall używał go w kilku znaczeniach: w Kronice zastosował je w sumie 13 razy, ale tylko 3 razy na określenie zdrady polegającej na konszachtach z zewnętrznym nieprzyjacielem.
Według Wojciechowskiego przedmiotem sporu pomiędzy Bolesławem Szczodrym a św. Stanisławem nie były „niewierne żony”, lecz władza w młodym państwie polskim: Stanisław reprezentował frakcję polityczną przeciwną królowi a przychylną interesom Cesarstwa i być może frakcjom wspierającym Władysława Hermana. Spisek ten został wykryty, a Stanisław, na mocy sądu arcybiskupiego, został za zdradę króla skazany na obcięcie członków.
Tezy Wojciechowskiego spotkały się z krytyką jako oparte w zbyt dużym stopniu na domysłach, zwłaszcza odnośnie do domniemanej ingerencji czesko-niemieckiej w sprawy polskie, na którą w źródłach nie ma najmniejszego dowodu. Zdaniem Romana Grodeckiego stawianie alternatywy „święty czy zdrajca” może być w rzeczywistości pozorne, gdyż nie da się wykluczyć, że postępowanie biskupa wypływało ze szlachetnych pobudek etycznych, ale ponieważ nie było na rękę królowi, zostało zakwalifikowane jako zdrada polityczna .
W średniowiecznej łacinie zdrajców „na rzecz kogoś innego” określano zaś częściej terminem proditor, więc niektórzy wskazują, że gdyby Gall faktycznie oskarżał św. Stanisława o taką zdradę, użyłby właśnie słowa proditor, zaś użyte przez niego traditor oznacza w tym kontekście wewnętrzne nieposłuszeństwo wobec władcy. Co więcej, czaszka św. Stanisława, przechowywana na Wawelu, nosi ślady śmiertelnego, sześciocentymetrowego wgniecenia, powstałego na skutek uderzenia tępym narzędziem. Według Tomasza Gałuszki jest to dowód, że na św. Stanisława przeprowadzono zamach, co wykluczałoby osąd.
Hipoteza Tadeusza Grudzińskiego zakłada, że głównym powodem konfliktu pomiędzy św. Stanisławem a Szczodrym była reforma kościelna, przeprowadzona przez legatów papieskich w 1075. Utworzone zostało wówczas biskupstwo płockie (redukcja diecezji krakowskich Stanisława), odnowiono również arcybiskupstwo w Gnieźnie, wykluczając jednocześnie św. Stanisława z pełnienia funkcji metropolity. Na powyższe wydarzenia miał nałożyć się bunt rycerstwa, spowodowany szerokimi nadaniami na rzecz Kościoła, a nie możnych. Po wykryciu spisku możnych i św. Stanisława, król miał wydać samodzielnie wyrok, wykonany jednak przez kata przed kościołem św. Michała .
Historyk Jan Powierski, sądzi, że skoro w 1071 św. Stanisław osadzony został przez króla na biskupstwie krakowskim, a w 1075 odmówiono mu stanowczo arcybiskupstwa w Gnieźnie, to w przeciągu tych czterech lat musiały nastąpić wydarzenia, które pogorszyły jego wizerunek w oczach króla. Być może okazał się on osobą niegodną tego urzędu. Wincenty Kadłubek opisał dość szeroko pogłoski, jakoby biskup miał prowadzić niemoralne życie, wkładając te słowa w usta wygnanego króla i określając je jako mało wiarygodne. Nie możemy mieć jednak pewności, czy pogłoski o jego niemoralnym życiu w istocie były jedynie plotkami, czy też miały pewne uzasadnienie. Dalej Powierski pisze, że bunt rycerstwa faktycznie miał miejsce i był spowodowany zbyt dużą liczbą wypraw wojennych, pozbawionych jednak łupu, gdyż były to wyprawy sojusznicze. Rycerze zbuntowali się na skutek braku odczuwalnych sukcesów, jak i na skutek tego, że przez zdecydowaną większość roku brali jedynie udział w wojnach. Bunt nie miał być jednak kierowany przez św. Stanisława. Wedle Powierskiego przywódcą buntu mógł być Sieciech: palatyn posiadający w kraju ogromną władzę i wpływy, a Stanisław miał być jedynie pionkiem wykorzystywanym przez możnych widzących w nim sojusznika w działaniach przeciw królowi.

## Kult
Kult świętego Stanisława rozpoczął się z chwilą przeniesienia jego relikwii w 1088 roku do katedry krakowskiej, jeszcze za życia Władysława Hermana, brata królewskiego.
W Polsce od końca XII wieku rozwinął się kult świętego Stanisława, a katedra wawelska, która mieści jego sarkofag, nosi wezwanie jego i św. Wacława Czeskiego. Również w Krakowie znajduje się jego sanktuarium w kościele Paulinów na Skałce. W I niedzielę po święcie św. Stanisława – przypadającym 8 maja – odbywa się procesja z relikwiami świętego z katedry wawelskiej do kościoła św. Michała Archanioła i św. Stanisława Biskupa na Skałce, w której bierze udział Episkopat Polski, przedstawiciele duchowieństwa, zakonów i laikatu.
Według części badaczy, pierwsze ślady kultu świętego Stanisława na Śląsku pochodzą jeszcze sprzed roku 1163 (płaskorzeźba w kościele świętego Wincentego na Ołbinie pod Wrocławiem przedstawiająca męczeństwo świętego Stanisława). Z terenów poza Polską można wskazać na dwunastowieczną chrzcielnicę w kościele Tryde w okolicy miasta Lund w Szwecji (sceny z procesu o wieś Piotrowin i męczeństwo biskupa). Związek obu tych zabytków ze św. Stanisławem jest jednak wątpliwy. Wstawiennictwu św. Stanisława przypisywał zwycięstwo w bitwie pod Grunwaldem król Władysław II Jagiełło, Zygmunt I Stary uznał go za swego patrona.
Niemal wszyscy polscy królowie, począwszy od Władysława I, zostali koronowani, klęcząc przed sarkofagiem św. Stanisława w katedrze wawelskiej. W 1509 roku w podzięce za zwycięstwo nad Bogdanem Jednookim, hospodarem mołdawskim, król Zygmunt I Stary zamówił srebrny tryptyk do mauzoleum świętego Stanisława w katedrze na Wawelu, zaś około 1630 r. król Zygmunt III Waza zamówił srebrny relikwiarz trumienny do przechowywania relikwii świętego. Oba dzieła zostały zniszczone przez wojska szwedzkie pod wodzą Paula Würtza podczas Potopu. 2 maja 1669 krakowska kapituła zamówiła u gdańskiego złotnika Piotra von der Rennen nowy relikwiarz świętego; data wykonania nie jest znana (rozliczenie należności z wdową nastąpiło po śmierci artysty, zmarłego w 1671). Ozdobiony 12 scenami z życia św. Stanisława sarkofag znajduje się w katedrze wawelskiej. W 1765 król Stanisław August Poniatowski ustanowił Order Świętego Stanisława.

### Kanonizacja
Biskup krakowski Iwo Odrowąż, a później Jan Prandota rozpoczęli starania o jego kanonizację, a dominikanin Wincenty z Kielczy otrzymał zadanie napisania żywota męczennika dla potrzeb procesu kanonizacyjnego. O wyniesienie późniejszego świętego na ołtarze starała się również św. Kinga OSC. Z jej inspiracji Bolesław V Wstydliwy i biskup Prandota wysyłali dwukrotnie poselstwo w tej sprawie do Stolicy Apostolskiej. 8 września 1253 w bazylice świętego Franciszka w Asyżu, Stanisław został kanonizowany przez papieża Innocentego IV. Uroczystość podniesienia relikwii świętego i ogłoszenia jego kanonizacji w Polsce odbyła się 8 maja 1254 roku.

### Dzień obchodów

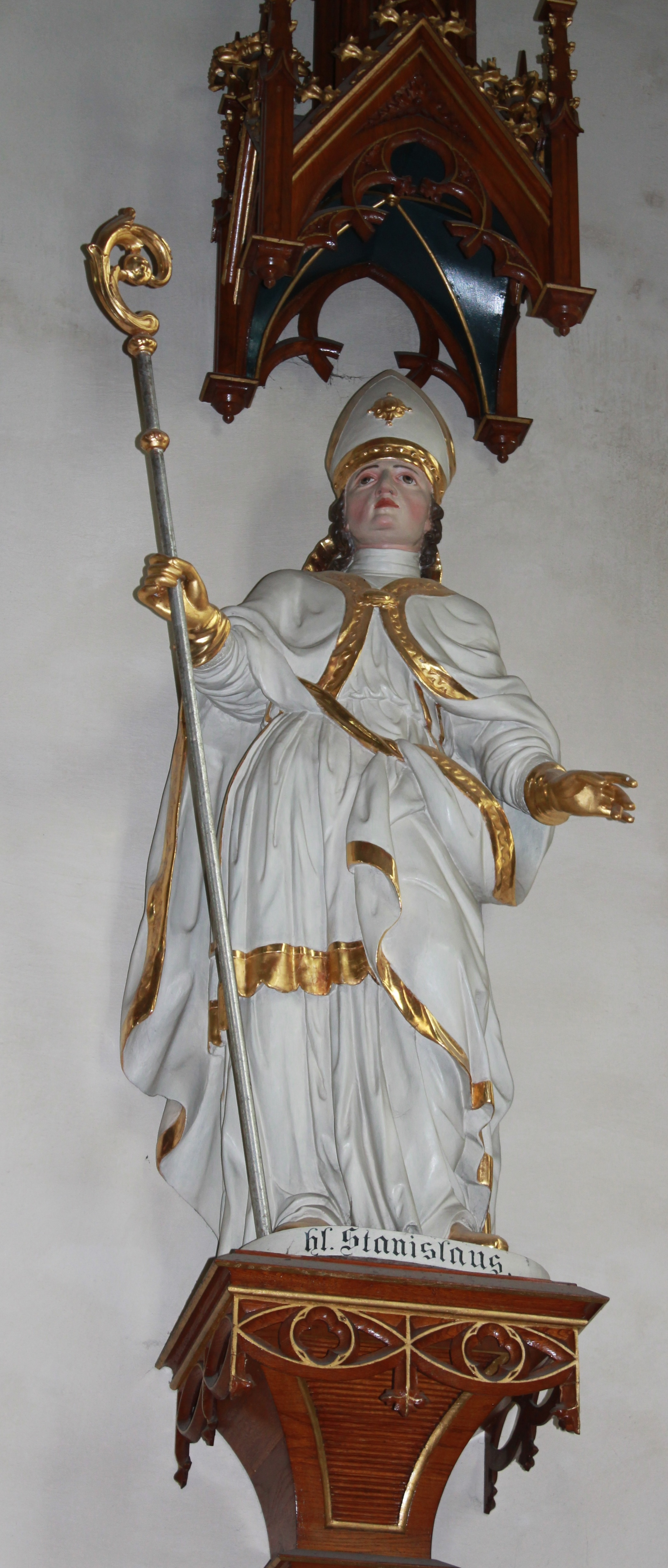
Święty Stanisław biskup w polskim Kościele wspominany jest 8 maja

Tradycyjne wspomnienie św. Stanisława w Kościele katolickim obchodzone jest 11 kwietnia (dzień śmierci), natomiast w polskim Kościele 8 maja i ma rangę uroczystości liturgicznej (podniesienie relikwii w Polsce).

### Patron

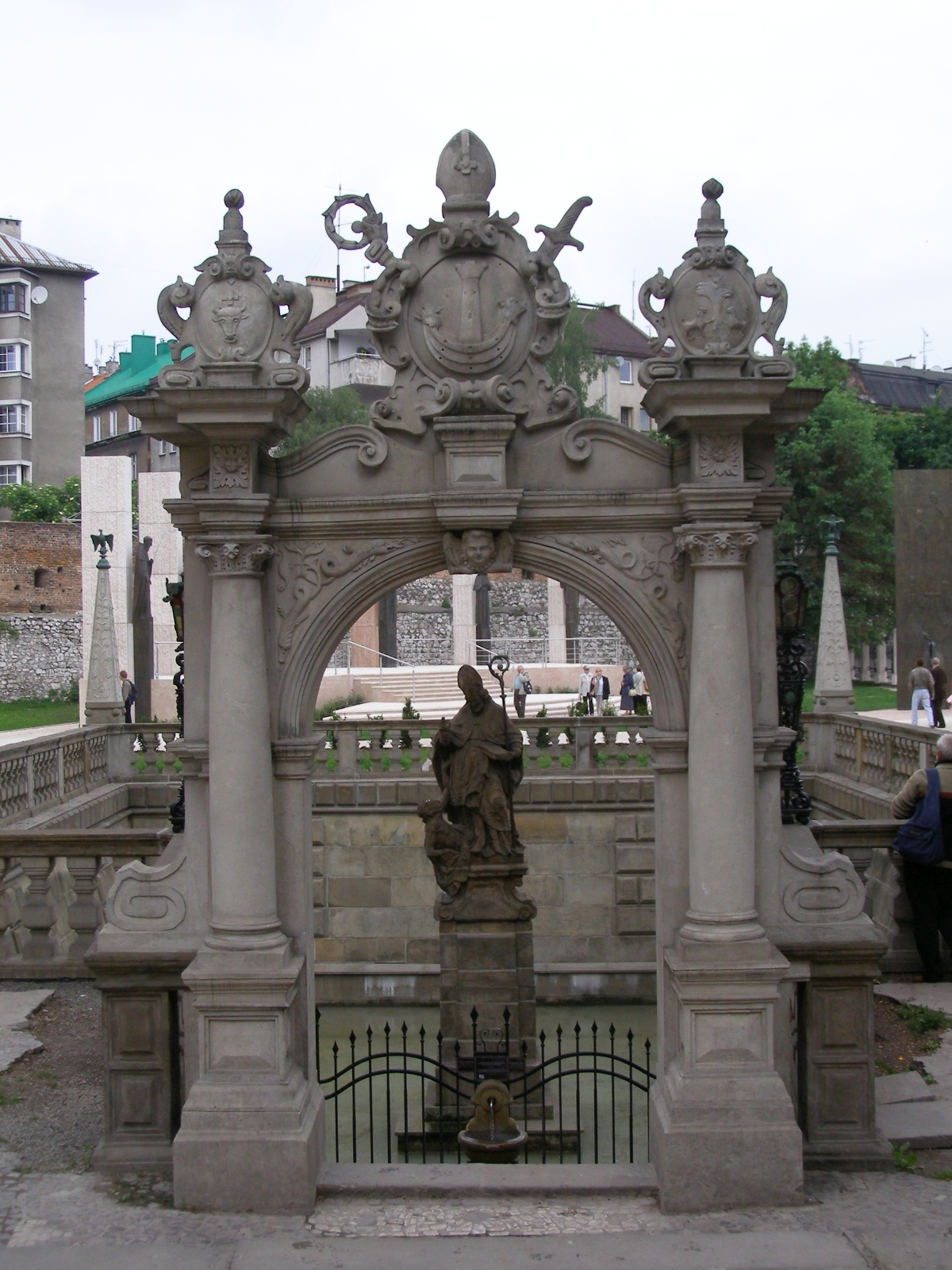
Sadzawka świętego Stanisława przy kościele św. Michała Archanioła na Skałce w Krakowie

W roku 1963 papież Jan XXIII ustanowił świętego Stanisława, wraz ze Świętym Wojciechem i Najświętszą Maryją Panną Królową Polski, pierwszorzędnym Patronem Polski. Jest również patronem Krakowa, Ostrowa Wielkopolskiego; jest patronem archidiecezji krakowskiej, lubelskiej, poznańskiej i warszawskiej oraz diecezji kieleckiej, płockiej, sandomierskiej, tarnowskiej i świdnickiej, a także Krucjaty Wyzwolenia Człowieka.
Jan Paweł II nazwał go „patronem chrześcijańskiego ładu moralnego”. W 1979 papież wydał list Rutilans agmen z okazji dziewięćsetnej rocznicy męczeństwa św. Stanisława ze Szczepanowa. Ponadto Poczta Polska 8 maja 2021 wprowadziła do obiegu znaczek pocztowy o nominale 3,30 zł z jego wizerunkiem w nakładzie 120 000 sztuk, z cyklu „Patroni Polski” projektu Bożydara Grozdewa, wraz z kopertą FDC oraz okolicznościowym datownikiem pierwszego dnia obiegu.

### Ikonografia
W ikonografii osobę polskiego świętego przedstawia się w szatach pontyfikalnych. Jego atrybuty to orzeł, pastorał, umarły Piotrowin, palma męczeństwa. Najstarszym zachowanym do naszych czasów cyklem ikonograficznym przedstawiającym żywot świętego stanowią ilustracje z Legendarium Andegaweńskiego pochodzącym z ok. 1333 roku. W wieku XV rośnie liczba przedstawień polskiego świętego. Od tego czasu ukazuje się go zazwyczaj z postacią wskrzeszonego Piotra, który w miarę upływu czasu przedstawiany jest w ikonografii jako postać o coraz mniejszych rozmiarach. Najczęstszymi scenami pojawiającymi się w średniowiecznych cyklach ikonograficznych związanych z legendą o świętym są: kupno wsi Piotrawin, wskrzeszenie Piotra, Piotr zeznający przed królem, zabójstwo Stanisława, posiekanie zwłok, pilnowanie fragmentów ciała świętego przez cztery orły, pogrzeb.

## Św. Stanisław w sztuce
Jan Matejko przedstawił świętego na obrazie Bitwa pod Grunwaldem, w chwili kiedy według Roczników Jana Długosza pojawił się on na obłoku. Sceny z życia męczennika przedstawione zostały na Tryptyku bodzentyńskim oraz Tryptyku kobylińskim.
Opinie w sprawie, czy przedstawienia na romańskiej chrzcielnicy z Tryde wiążą się ze świętym Stanisławem, są podzielone.
Św. Stanisławowi zostały poświęcone dwa wielkie dzieła muzyczne. Pierwszym jest oficjum rymowane Historia gloriosissimi Stanislai Wincentego z Kielczy, napisane na uroczystość kanonizacji lub translacji (z którego pochodzi sławny hymn Gaude, mater Polonia (ok. 1253)), drugim – Beatus Vir Henryka Mikołaja Góreckiego, zamówiony w 1978 przez (jeszcze) kardynała Karola Wojtyłę na 900-lecie męczeństwa świętego, a prawykonany w 1979 i dedykowany już papieżowi Janowi Pawłowi II. Przez ostatnie dwanaście lat swego życia Ferenc Liszt pisał oratorium Św. Stanisław, nie dokończył go jednak. Kilka lat temu Paul Munson zebrał istniejące fragmenty i skompletował dwie sceny (I i IV); pozwoliło to wydać płytę CD z nagraniem utworu oraz wprowadzić utwór do sal koncertowych.
Postać świętego pojawia się w powieściach Boleszczyce Józefa Ignacego Kraszewskiego oraz Nowa Baśń Teodora Parnickiego. Konflikt św. Stanisława z Bolesławem Szczodrym przedstawiają:
- film Bolesław Śmiały z 1971 w reżyserii Witolda Lesiewicza (rolę biskupa grał Jerzy Kaliszewski),
- powieść Diabelska Ballada z 1992, autorstwa Ireneusza Gwidona Kamińskiego, gdzie przedstawiona jest ocena tego konfliktu w społeczeństwie prowincjonalnego miasteczka w latach osiemdziesiątych XX wieku,
- powieść Karola Bunscha Imiennik – Miecz i pastorał z 1945.